# エンプレス・オブ・アイルランド
エンプレス・オブ・アイルランド (RMS Empress of Ireland) は、カナダ・イギリス間を就航していたオーシャン・ライナー。1914年5月29日にノルウェーの石炭船、ストールスタッドと衝突し、わずか14分間でセントローレンス川に沈没した。事故当時1477名を乗せており、乗客840名、乗員172名の計1012名の命が失われた。死者数はカナダの海難事故としては最大級のものである。
エンプレス・オブ・アイルランドはスコットランドのガヴァンにあるフェアフィールド・シップビルディング・アンド・エンジニアリング・カンパニーで建造され、1906年に進水した。姉妹船のエンプレス・オブ・ブリテンと共に、カナダ太平洋鉄道が経営するカナダ太平洋汽船の、自治領カナダのケベックとイギリスのリヴァプールを結ぶ大西洋航路に就役した。事故は96回目の航海中に起こった。
沈没船はダイバーでも捜索可能な水深40メートルに沈んでいる。多くの遺物が回収され、そのうちいくつかはケベック州のリムースキにあるポワント＝オー＝ペール海事史博物館（Site historique maritime de la Pointe-au-Père）のエンプレス・オブ・アイルランド展示館に展示されている。エンプレス・オブ・アイルランドが沈んでいる区域はカナダ政府により国定史跡に指定されている。
エンプレス・オブ・アイルランドの事故に関する多くの書物が出版され、テレビ映画も製作されている。 2012年1月、ノルウェーのラジオ放送局NRK P2はドキュメンタリーを放送した。

## 建造
エンプレス・オブ・アイルランドはフランシス・エルガーによって設計され、スコットランドのグラスゴー近くにあるフェアフィールド・シップビルディング・アンド・エンジニアリング・カンパニーで建造された。総トン数14,191トンのこの船は375,000ポンドの固定価格契約が結ばれ、契約から18ヶ月でカナダ太平洋鉄道に引き渡される予定であった。船体番号は443が与えられ、姉妹船エンプレス・オブ・ブリテンとともに建造された。全長167m、全幅20mであり、2本の煙突と2本のマストを持ち、2軸推進で平均速度は18ノットである。設計では定員は1,580名で、一等級の乗客は船体中央に310名、ニ等級は船尾方向に470名、三等級は船首方向に758名収容可能であった。進水した時点では、一等級310名、ニ等級468名、三等級494名、四等級270名と373名の乗組員の1,915名を乗せていた。
また、1912年に起こったタイタニックの事故を受け、安全性にも力を入れている。救命ボートは40艘、救命ブイが24個、子供用150着を含む2212着のライフジャケットが用意されていた。
エンプレス・オブ・アイルランドは1906年1月26日に進水し、リヴァプールからモントリオールまでの処女航海を行い、信頼性と高速性を証明した。この船は姉妹船とともにケベックとイングランドを結ぶ北大西洋横断航路に就役した。カナダ太平洋鉄道の大陸横断鉄道と大洋航路船は、会社が宣伝する「世界最高の交通システム」の一部であった。
1909年10月14日には、セントローレンス川の北端付近で沈没船または岩礁にぶつかっている。

## 衝突

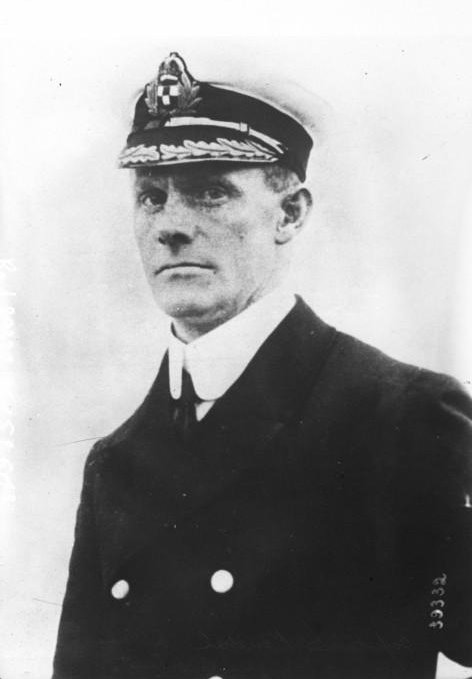
最後の船長、ヘンリー・ケンドール

1914年5月28日16:30（現地時間）、エンプレス・オブ・アイルランドはリヴァプールに向けて、ケベック・シティーを乗員・乗客1,477名を乗せ出発した。ヘンリー・ジョージ・ケンドールは月初に船長に就任したところで、エンプレス・オブ・アイルランドの船長としてセントローレンス川を下るのは初めてであった。
翌5月29日1:20ごろ、リムースキ近くのポワント＝オー＝ペール（英名ファーザー・ポイント）まで進み、水先人を下船させた。その後1:30ごろ指定された航路に向って航海を再開し、1:40ごろ当直が右舷船首方向13kmにノルウェーの石炭船ストールスタッドのマスト灯を確認した。同様にストールスタッドも西方やや南にエンプレス・オブ・アイルランドのマスト灯を確認した。視認時点では天候は晴れ渡っていたが、すぐに危険な霧が辺りに立ち込めた。現地時間2:00ごろ、両船は霧笛を繰り返し鳴らしていたにも関わらず、ストールスタッドの船首がエンプレス・オブ・アイルランドの右舷に衝突した。

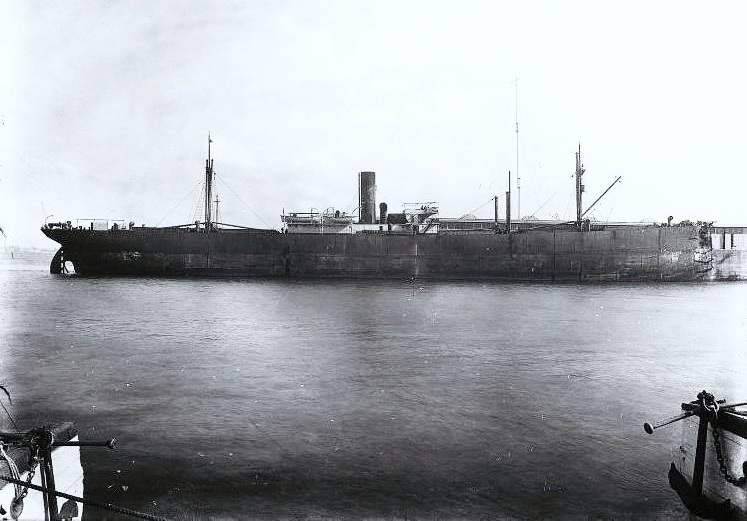
衝突後のストールスタッド。船首の損傷が分かる。

ストールスタッドは沈まなかったが、エンプレス・オブ・アイルランドは右舷に深刻な損傷を受け、急速に傾いていった。下部の甲板にいた者は乗員も乗客も、水面からわずかに上にある開け放たれた舷窓から浸水したため、ほとんどがすぐに溺死してしまった。上部の船室にいた者は衝突で目を覚まし、直ちに準備された救命ボートに乗り込んだ。しかし、衝突から数分以内に船は大きく傾き、すでに離れていたごく少数を除いて、救命ボートを出すことは不可能になってしまった。衝突から10分から11分で船は右舷側に急激に傾き横倒しになってしまった。そして衝突から14分後、船尾が持ち上がったかと思うと、船体は沈み始め、左舷に残されていた乗客を凍てつく川に放り込み、水中に消えていった。この事故での死亡者は1,012名を記録した。
当時の新聞によれば、事故の原因についてお互いに相手に過失があったと主張している。両方の船長の証言が正しいのならば、衝突は両船とも機関を停止し静止した状態で衝突したことになる。後の調査委員会の証言では、ストールスタッド側は左舷対左舷で通過しようとしていたと話し、エンプレス・オブ・アイルランド側は右舷対右舷ですれ違おうとしたと証言しているが、これらは両立するものではない。
多くの人命が失われたが、それには3つの要因がある。ストールスタッドが衝突した場所、水密扉を閉めることに失敗したこと、舷側の船窓を閉めていなかったこと、である。生存者の証言では、窮屈で換気の悪い個室に新鮮な空気を取り入れるため、ほとんど全ての船窓が開け放たれていたという。

## 乗客・乗員

### 死亡者数
乗客・乗員の生存者数・死亡者数について確かな数字は事故調査までは確定しなかった。これは乗客名簿に記載された名前と生存者からの情報に不一致が見られたためだった。結果として、初期の報道では不正確な数字が記載された。
| 乗客 / 乗員    | 人数  | 比率  | 死亡者数 | 生存者数 | 生存率 |
| 乗員           | 420   | 28.4% | 172      | 248      | 59.0%  |
| 乗客           | 1,057 | 71.6% | 840      | 217      | 20.5%  |
| 合計           | 1,477 | 100%  | 1,012    | 465      | 31.5%  |
| 等級別         |       |       |          |          |        |
| 一等級         | 87    | 8.2%  | 51       | 36       | 41.4%  |
| ニ等級         | 253   | 23.9% | 205      | 48       | 19.0%  |
| 三等級         | 717   | 67.8% | 584      | 133      | 18.5%  |
| 年代および性別 |       |       |          |          |        |
| 女児           | 73    | 6.9%  | 70       | 3        | 4.1%   |
| 男児           | 65    | 6.1%  | 64       | 1        | 1.5%   |
| 成人女性       | 310   | 29.3% | 269      | 41       | 13.2%  |
| 成人男性       | 609   | 57.6% | 437      | 172      | 28.2%  |

### 救助活動

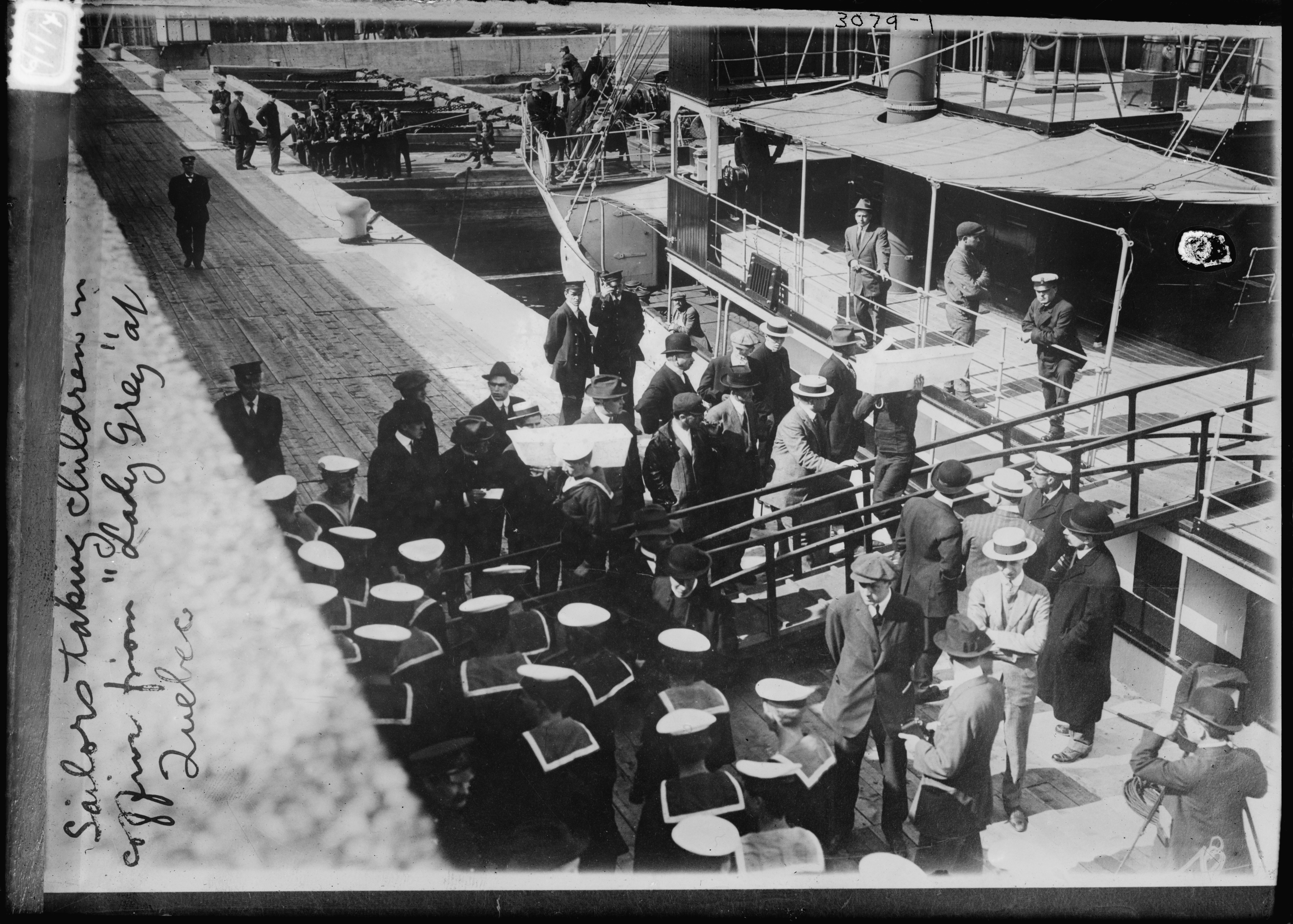
小型船から引き上げられる子供の棺

エンプレス・オブ・アイルランドからのSOSをポワント＝オー＝ペールの無線局が受け取ると、無線通信士は直ちにそれをカナダ自治政府の小型船ユリーカとレディー・イヴリンに伝えた。ユリーカは2:25ごろ現場に一番乗りし、いくつかの遺体の回収と救命ボートに乗った生存者を救助しポワント＝オー＝ペールに帰還したが、医療設備の整ったリムースキに向かうよう要請された。レディー・イヴリンは4:00ごろに到着し多くの生存者を救助した。船長のケンドールは、衝突時ブリッジにおり救命ボートの準備を指示していた。船が傾くと彼はブリッジから水の中に放り出された。彼もまたレディー・イヴリンに救助され、救助活動を指揮している。ストールスタッドも損傷を受けていたがケベックには自力で到達できた。
最終的に生存者は465名であった。ほとんどの乗客は事故当時就寝しており、客室で溺死したものも多かった。特に衝突の起こった右舷側では顕著だった。この事故で、英国の俳優ローレンス・アービングも、夫人とともに亡くなった。
最後の生存者は1995年5月15日、87歳で誕生日の前日に亡くなっている。

## 事故調査

### 事故調査委員会
1914年6月16日にケベックで事故調査委員会が開かれ、関係者からの聴取が11日間行われた。委員会は船舶法の下、カナダの海洋水産大臣に指名された3名であった。会議を主宰するのはマージー卿で、他の2名が補佐に当たった。マージー卿は前年の海上における人命の安全のための国際条約においても会議に参加し、タイタニックの事故調査委員会でもトップを務めた人物である。なお、翌年にはルシタニアの事故調査委員会も主宰している。
最初の20の質問はカナダ自治政府が作成したもので、以下のような内容であった。(Q.4) エンプレス・オブ・アイルランドの乗員は不足していなかったか？(Q.11) お互いの灯火を確認した後、霧が立ち込め灯火は見えなくなった？規則に則り、霧笛やサイレンを鳴らして航路を知らせあったか？(Q.19) 見張り要員に適正な人材を確保していたか？(Q.20) 多くの人命が失われた原因は、船長や一等航海士の違法行為または職務怠慢によるものか？などである。
委員会は全部で61名の証人から証言を聞いている。エンプレス・オブ・アイルランドからは船長を含む24名の乗組員、ストールスタッドからは、こちらも船長を含む12名の乗組員から証言を得ている。5名のエンプレス・オブ・アイルランドの乗客、ダイバー2名、ポワント＝オー＝ペールの通信局にいたマルコーニ社の無線通信士2名、造船技師2名、ケベックの港長、その他事故に関与した船の乗組員などが証人として呼ばれている。

#### 対立する証言
事故について2つの異なった証言が得られている。
エンプレス・オブ・アイルランド側の証言
ポワント＝オー＝ペールで水先人を降ろした後、全速力で外洋を目指した。少し経って、右舷船首方向およそ10kmにストールスタッドのマスト灯が見えた。この時点では天候は快晴であった。しばらくした後、エンプレス・オブ・アイルランドは川を下る進路を取った。この時点ではまだストールスタッドのマスト灯は7、8km先に見えていた。そして船長は右舷対右舷で通過しようと考え、そこに衝突の危険性は無いものと判断した。しかし霧が立ち込めてくるとストールスタッドの右舷にある緑の航海灯はうっすらとしか見えなくなってきた。エンプレス・オブ・アイルランドは川の流れに逆らうため全速後進をして、その場にとどまり、合図として短い汽笛を3度鳴らした。約1分後、ストールスタッドの航海灯は霧に包まれ、完全に見えなくなった。その後ストールスタッドとさらに汽笛を交し合った後、エンプレス・オブ・アイルランドのほぼ右側100フィートに、高速で進んでくるマスト灯が見えた。衝突を回避あるいは最小限に食い止めようと全速前進を命じたが、時すでに遅く、船体中央にストールスタッドが衝突した。船長は衝突の原因はストールスタッドにあると明言した。事故後にストールスタッドの船長に最初に言った有名な言葉は「私の船を沈めたな！」であった。
ストールスタッド側の証言
エンプレス・オブ・アイルランドのマスト灯は最初、左舷方向6、7海里先に見えた。そのときはストールスタッドの右舷方向に進行していたという。数分後、エンプレス・オブ・アイルランドの右舷側の灯火が5から8km先に見え、その後エンプレス・オブ・アイルランドは進行方向を変えた。エンプレス・オブ・アイルランドの舷灯は右舷側の緑灯も左舷側の赤灯も見えるようになった。さらに右舷への転舵を続け、緑灯が見えなくなり、赤灯だけが見えるようになった。これは数分後に霧に隠されてしまうまで確認できた。この時点ではエンプレス・オブ・アイルランドはおよそ3km先にあり、その時ストールスタッドを操艦していた一等航海士は、十分な空間があったため左舷対左舷で通過することにしたのだろうと判断した。汽笛を交し合い、ストールスタッドは速度を落とし、キャビンで就寝中だった船長のアンダーソンをブリッジに呼んだ。彼がブリッジに到着するとストールスタッドの進路に交差するように緑色のマスト灯が進んでくるのが見えた。全速後進を命じたが、すぐに船は衝突した。

#### 評決
全ての証人からの聴取が終わると、調査委員会は責められるべきは誰か、すなわち霧の中進路を変えたのはどちらかについて述べた。彼らはストールスタッドが進路を変え、衝突を引き起こしたことに「議論の余地は無い」とした。特に一等航海士は霧の中判断を誤り、さらに霧が発生した際に船長を呼ばなかったことを非難された。
公式な調査が終わった後、ストールスタッド船長のアンダーソンはマージ卿を非難し、衝突の責任をストールスタッドにあるとしたことは「愚かである」と述べた。またカナダ太平洋鉄道に対し差止請求を行うつもりだと述べた。

### 訴訟
カナダ太平洋鉄道はストールスタッドの所有者であるA. F. Klaveness & Coに対し、2,000,000ドルの賠償を勝ち取っている。また、A. F. Klaveness & Coはエンプレス・オブ・アイルランドに過失と航行において怠慢があったとしてカナダ太平洋鉄道に対し50,000ドルの賠償請求を行っている。債務を支払うことができなくなったA. F. Klaveness & Coはストールスタッドを175,000ドルで売却している。

### 近年の検証番組
2005年にカナダのテレビ映画 The Last Voyage of the Empress が放映された。歴史的な資料や再現モデル、水中調査などを元に再検証を行う番組であった。この番組では事故の主要な原因は霧によるものだが、ケンドール船長がそれを悪化させたとしている。船長は会社が売りにしていた速度を追求するため、安全な手順を踏まなかったと見ている。
速度を維持したままストールスタッドを最短進路で通過するため、右舷対右舷で通過しようとしていた元の進路に戻ろうとケンドール船長は考えた。ケンドール船長は霧の中でまず右舷に転舵した。この操艦によりストールスタッドの船長アンダーソンからはエンプレス・オブ・アイルランドの舷灯が両側とも見えた。このことからエンプレス・オブ・アイルランドはストールスタッドを以前とは反対側、左舷で通過しようとしていると考えられ、彼は衝突を避けるため右舷に転舵した。しかし、エンプレス・オブ・アイルランドは最短進路を取ろうと左舷への転舵を続けており、衝突が起こったとしている。
番組では、両船は霧の立ち込める状態の中、踏みとどまることができなかったことが原因であったと結論付けている。エンプレス・オブ・アイルランドが進路を逸れるのを見てストールスタッドも逸れてしまったが、両船ともに進路を維持すべきであったとしている。番組の水槽を使った再現では、エンプレス・オブ・アイルランドは衝突時に静止していなかったことが明らかになった。また水中調査で船の電報を確認した結果、水密扉を閉めるように指示したという船長の主張は、おそらく本当ではないことも明らかになった。

### 事故の影響
エンプレス・オブ・エンパイアの悲劇は2年前に起こったタイタニックのときほど注目を集めたわけではなかったが、それでも船首構造の変化をもたらした。当時普及し、ストールスタッドも採用していた、船底側がせり出した逆勾配の船首は、船同士の衝突が起こった際に喫水線以下の部分にとてつもない損傷を与えた。ストールスタッドの船首はあたかも鋭い刃物のようであった。この経験から船の設計者は傾斜船首を採用するようになっていった。これは船首が衝突時に与える影響が喫水線上のみとなり、水面下の損傷を最小化できた。
ごく短時間での沈没は20世紀の造船技術者にも影響を与えた。例として石炭庫と客室を隔てる縦通隔壁の不採用などが挙げられる。たとえ水密性が完全でなかったとしても、縦通隔壁の存在はそこに浸水した水を閉じ込めてしまう。そして仕切られた空間が水で満たされると船はバランスを失って傾き、結果として船窓からも浸水するようになり、最終的に船を転覆させ沈めてしまう。当時の技術者はエンプレス・オブ・アイルランドのあまりにも短い時間での沈没は縦通隔壁が衝突時には危険な働きをしたからだと述べている。

## 沈没区域

### 引き上げ作業
事故から少し後にエンプレス・オブ・アイルランドの引き上げが開始され、遺体や貴重品が回収された。セントローレンス川は視界が悪く、流れも急であり、作業中に一人の潜水夫が亡くなっている。彼はおそらくエンプレス・オブ・アイルランドの船体から足を滑らせ川底に落ちたのではないかと見られている。命綱で引き上げられたものの意識不明の状態で、蘇生を試みるも意識が戻ることは無かった。回収を安全に行えるように船体に穴が開けられ、郵便袋318袋と212本の銀塊（当時の額で150,000ドル相当）が回収された。
一ヵ月後には第一次大戦が始まり、エンプレス・オブ・アイルランドはその後50年間忘れ去られた。1964年にカナダのダイバーが潜り、船から真鍮製の号鐘を回収している。1970年代に入ると別のグループがマルコーニ製の無線電信機器のパーツや真鍮製の船窓、羅針盤などを回収している。
タイタニックやドイツの戦艦ビスマルクを発見したことで知られる海洋考古学者ロバート・バラードはエンプレス・オブ・アイルランドを調査し、泥に埋もれていることを確認した。また「トレジャーハンター」によって遺骨に残されていた宝飾品が持ち去られていることにも気づいた。

### 区域の保護
ケベック州では、沈没船に対し具体的な保護は存在していなかった。しかし1999年に歴史的な重要性を認められ、ケベック州の文化遺産に関する法律の下に保護され、カナダ国定史跡に指定されることとなった。水中の区域が文化遺産に指定されるのはケベック州では初めてのことであった。
エンプレス・オブ・アイルランドはタイタニックなどと違い、比較的浅い40メートルという深さに沈んでいるため、この保護は重要なことであった。熟練したダイバーなら潜ることが可能な深度ではあるが、水温が低く、流れも強く、視認性も悪いため、ダイバーにとって危険な地域である。2009年までに6名のダイバーが命を落としている。

## 慰霊碑・メモリアルサイト

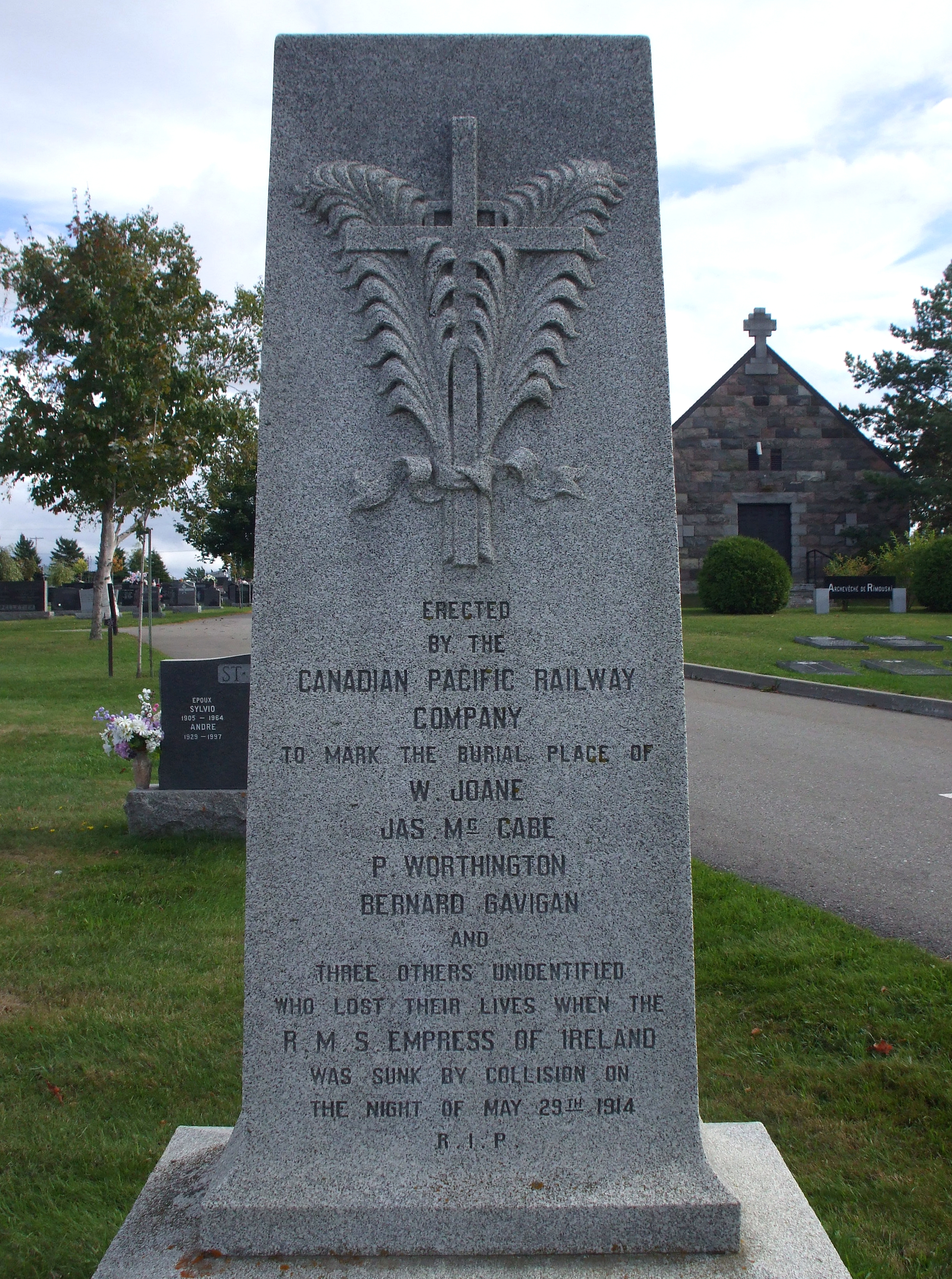
リムースキのサンジェルマン墓地の慰霊碑

いくつもの慰霊碑が建立された。特にカナダ太平洋鉄道はこの惨劇による死者を埋葬した場所にいくつもの慰霊碑を建てた。リムースキには2つの慰霊碑が建っている。一つはリムースキとポワント＝オー＝ペール間の海岸沿いの道路に建てられ、亡くなった88名のために建てられている。20名の名前が刻まれているが、それ以外の68名に関しては姓名不明となっている。もう一つはリムースキにあるサンジェルマン墓地に建てられており、7名を慰霊し、そのうち4名の名前が刻まれている。カナダ太平洋鉄道はケベックにも慰霊碑を建てている。
エンプレス・オブ・アイルランドにはロンドンで開催される国際会議に出席するため、167名の救世軍のメンバーが乗っていたが、26名を除いて死亡している。救世軍はマウント・プレザント墓地に慰霊碑を建てている。慰霊碑には「1914年5月29日金曜日払暁にエンプレス・オブ・アイルランドで召天された救世軍の将兵167名を慰霊して」と刻まれ、毎年追悼式が行われている。
ポワント＝オー＝ペール海事史博物館は2014年5月29日の事故100周年を記念し、事故の悲劇を後世に伝えるためのメモリアルサイトを開設した。

## 船猫エミーにまつわる伝説
エンプレス・オブ・アイルランドには船猫のエミーが飼われていた。船猫は幸運をもたらし、沈没から船を遠ざける働きがあると信じられていた。この茶トラの猫は航海時には常に船に乗っていた。しかし最後の航海の直前に、繰り返し船から降りようとしていた。乗組員はエミーをなだめることが出来ず、エンプレス・オブ・アイルランドはエミーを乗せずに出航した。エミーは27番桟橋にある小屋の屋根に座り、ケベックを離れる船を見ていたという。その場所は後に遺体が引き上げられた場所であった。